# Guged
Gūged (farsi گوگد) è una città dello shahrestān di Golpayegan, circoscrizione Centrale, nella Provincia di Esfahan.